# Antoine de Romanet
Antoine de Romanet de Beaune (ur. 25 października 1962 w Le Mans) – francuski duchowny katolicki, biskup polowy Francji od 2017.

## Życiorys
Święcenia kapłańskie otrzymał 24 czerwca 1995 i został inkardynowany do archidiecezji paryskiej. Był m.in. wicedyrektorem wydziału "Polityka i religia" w Collège des Bernardins, wykładowcą paryskiego seminarium oraz proboszczem parafii Matki Bożej z Auteuil.
28 czerwca 2017 papież Franciszek mianował go ordynariuszem diecezji Armii Francuskiej. Sakry udzielił mu 10 września 2017 kardynał André Vingt-Trois.